# Bankett (Straße)

Bankett

Das Bankett (oder die Bankette) einer Straße ist im Straßenquerschnitt der neben der Fahrbahn befindliche Teil der Straßenkrone, seitlich oft durch eine Böschung begrenzt. Er dient nicht dem Fahrzeugverkehr, kann aber oft von Fußgängern begangen werden. Bankette leiten das Oberflächenwasser zu den seitlich gelegenen Mulden ab. Sie haben bei Neubauten eine Regelbreite von 1,50 m und übliche Neigungen von 6 % am höheren bzw. 12 % am tieferen Fahrbahnrand. Eine regelmäßige Pflege, meist Mähen des Grases, ist wichtig, um die Verkehrssicherheit zu gewährleisten und den Bauzustand zu erhalten. Ungepflegte Bankette führen zu Stauwasserbildung. Bankette erhöhen sich selbstständig durch Straßenschmutz und Vegetationsrückstände und müssen deshalb auf einer Breite von ca. 0,6 Meter alle 3 bis 6 Jahre abgefräst werden. Dabei werden 3 bis 5 cm Boden- und Vegetationsschicht entfernt. Wenn ein Fahrzeug von der Straße abkommt, kann das Bankett ein Einfahren in die Straße erleichtern.

## Funktion

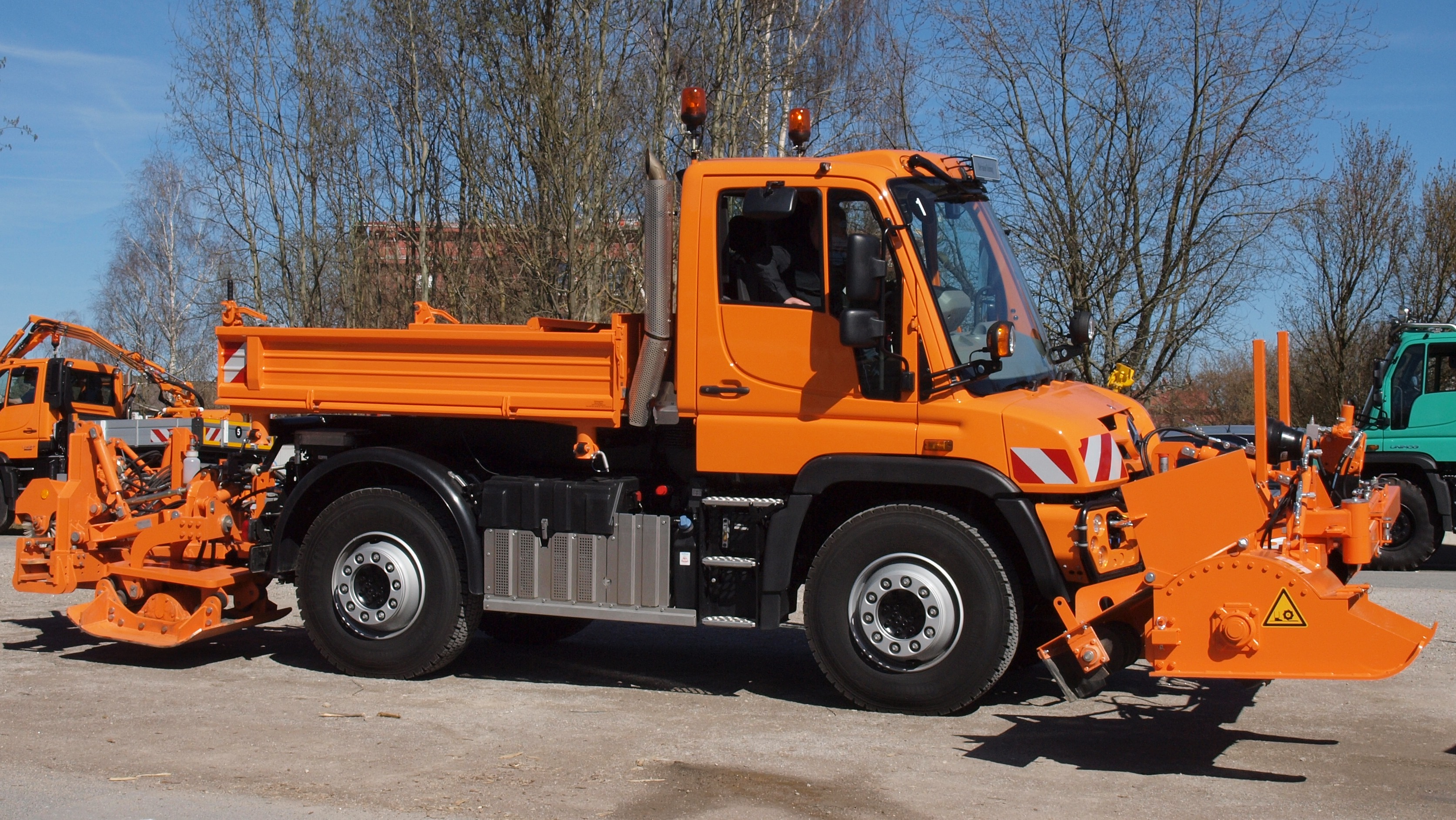
Unimog mit Bankettfertiger und -verdichter

Bankette haben eine bautechnische Funktion. Darüber hinaus sollen sie zur Aufstellung von passiven Schutzeinrichtungen, Leiteinrichtungen und Verkehrszeichen sowie insbesondere bei fehlenden Gehwegen auch als Raum für Fußgänger und als Arbeitsraum bei der Straßenunterhaltung dienen.

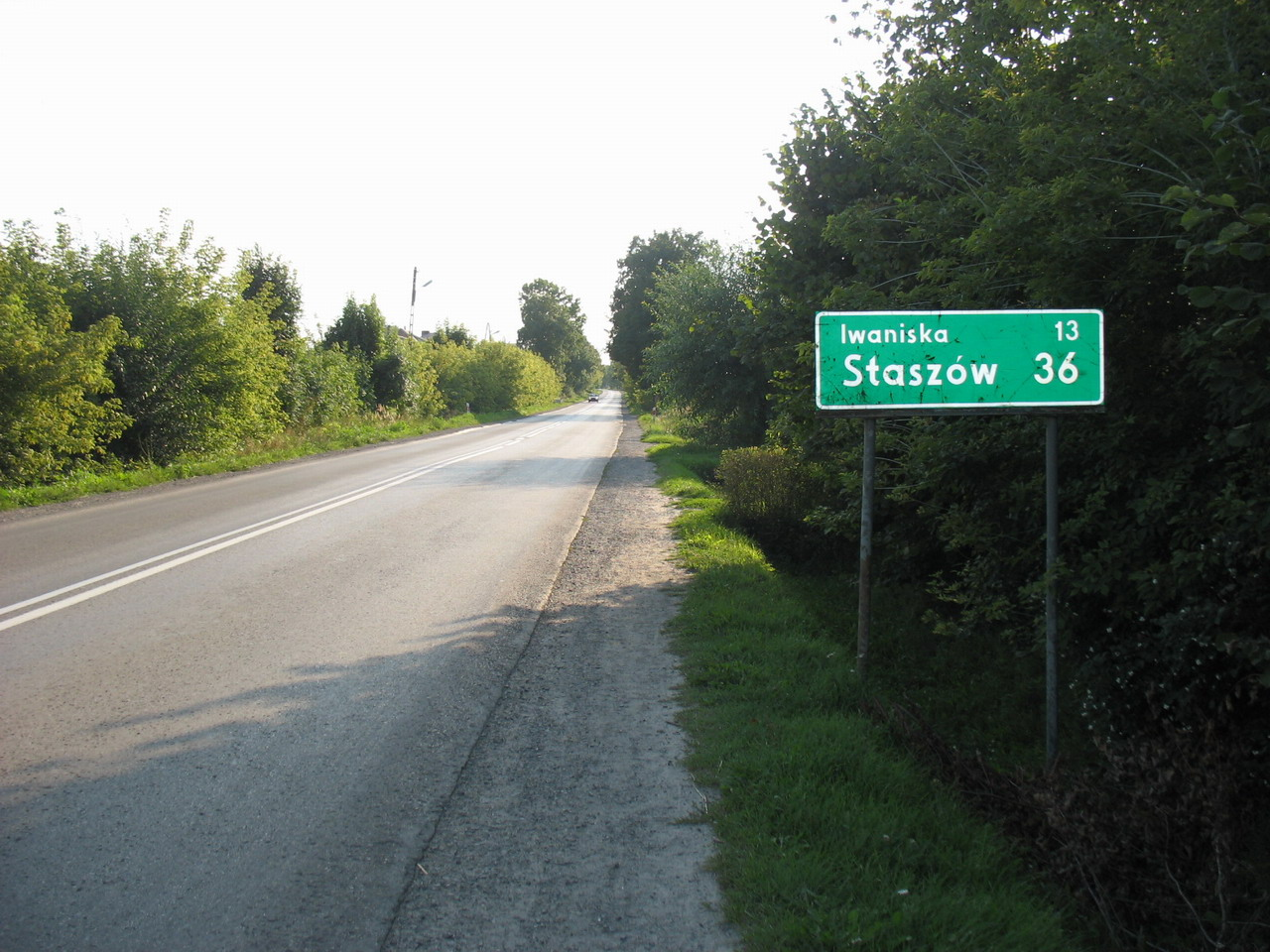
Enges Bankett in Polen

Standfest ausgebildete Bankette (beispielsweise mit Schotterrasen) mit einer Breite von bis zu 2 m ermöglichen im Notfall das Abstellen eines Pkw ohne größere Beeinträchtigung des fließenden Verkehrs und erleichtern den Betriebsdienst. Bankette mit einer solchen größeren Breite sind daher bei starkem Verkehr oder starkem Schwerverkehr vor allem für Streckenabschnitte zu erwägen, in denen Überholverbote bestehen oder bei denen neben der Straße passive Schutzeinrichtungen angeordnet sind.